# Año luz

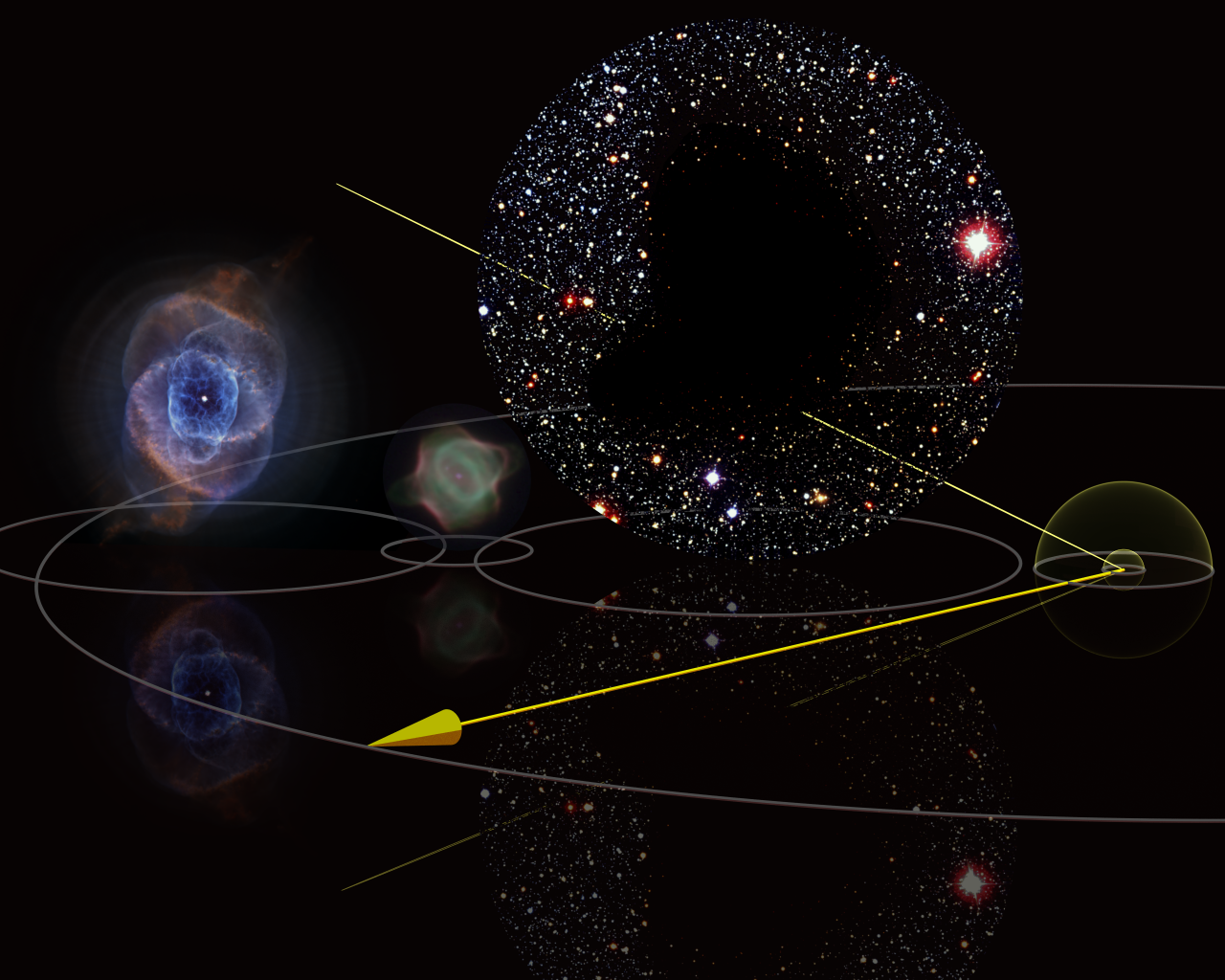
Gráfico comparativo del tamaño de varios objetos astronómicos dentro de la escala de un año luz. De izquierda a derecha, las nebulosas Ojo de Gato y Stingray y la nube molecular Barnard 68.

Un año luz es una unidad de longitud utilizada para medir distancias astronómicas que equivale aproximadamente a 9.46 × 1012 km (9 460 730 472 580.8 km).
Según la definición de la Unión Astronómica Internacional (IAU), es la distancia que recorre la luz en un año. Más formalmente, un año luz es la distancia que recorrería un fotón en el vacío durante un año juliano (365.25 días de 86 400 s o 24 h) a la velocidad de la luz (299 792 458 m/s) a una distancia infinita de cualquier campo gravitacional o campo magnético.
Un año luz es una unidad de longitud (es una medida de la longitud del espacio-tiempo absoluto einsteniano). Sin embargo, en campos especializados y científicos, se prefiere el pársec (unos 3.26 años luz) y sus múltiplos para las distancias astronómicas, mientras que el año luz sigue siendo habitual en ciencia popular y divulgación. También hay unidades de longitud basadas en otros períodos, como el segundo luz y el minuto luz, utilizadas especialmente para describir distancias dentro del sistema solar; pero a la vez se suelen restringir a trabajos de divulgación, ya que en contextos especializados se prefiere la unidad astronómica (unos 8.32 minutos luz).
Carece de símbolo, aunque en inglés es frecuente ver la abreviatura «l.y.» o «ly» (light year ‘año luz’) y en español «a. l.» o «al».

## Definiciones
Según la definición de la UAI, el año luz es el producto del año juliano (365.25 días frente a los 365.2425 días del año gregoriano) y la velocidad de la luz (299 792 458 m/s). Ambos valores están incluidos en el Sistema de Constantes Astronómicas de la UIA (1976), utilizado desde 1984. A partir de esto, se pueden derivar las siguientes conversiones. La abreviatura reconocida por la IAU para año luz es ly, aunque otros estándares como ISO 80000 utilizan "l.y. " y son frecuentes las abreviaturas localizadas, como "al" en francés (de année-lumière), en español (de año luz) y en italiano (de anno luce), "Lj" en alemán (de Lichtjahr), etc.
Antes de 1984, el año tropical (no el año juliano) y una velocidad de la luz medida (no definida) se incluían en el Sistema de Constantes Astronómicas de la UAI (1964), utilizado desde 1968 hasta 1983. El producto de Simon Newcomb del año tropical medio de  J1900.0 de 31 556 925.9747  segundo de efemérides y una velocidad de la luz de 299 792.5 km/s produjo un año-luz de 9.460 530 15 m (redondeado a los siete dígitos significativos de la velocidad de la luz) que se encuentran en varias fuentes modernas probablemente se derivó de una fuente antigua como la obra de referencia Astrophysical Quantities de 1973 de Clabon Allen, que fue actualizada en el año 2000, incluyendo el valor de la IAU (1976) citado anteriormente (redondeado a 10 dígitos significativos).
Otros valores de alta precisión no se derivan de un sistema UIA  de unidades coherentes. El valor de 9.460 536 207 m, encontrado en algunas fuentes modernas, es el producto de un año gregoriano medio (365.2425 días o 31 556 952 s) y la velocidad definida de la luz (299 792 458 m/s). Otro valor, 9.460 528 405 m, es el producto del año tropical medio J1900.0 y la velocidad definida de la luz.
Las abreviaturas utilizadas para los años-luz y los múltiplos de años-luz son
- "ly" para un año luz[3]
- "kly" para un kilo-año luz (1000 años-luz)[17]
- "Mly" para un mega-año luz (1 000 000 años luz)[18]
- "Gly" para un giga-año luz (1 000 000 000 años-luz)[19]

## Historia
La unidad de año luz apareció unos años después de la primera medición con éxito de la distancia a una estrella distinta del Sol, realizada por Friedrich Bessel en 1838. La estrella era 61 Cygni, y utilizó un heliómetro de 15.7 cm (6.2 ") diseñado por Joseph von Fraunhofer. La mayor unidad para expresar las distancias a través del espacio en aquella época era la unidad astronómica, igual al radio de la órbita de la Tierra a 9.9 × 1013 km (6.1 × 1013 mi). En esos términos, los cálculos trigonométricos basados en el paralaje de 61 Cygni de 0.314 segundos de arco, mostraron que la distancia a la estrella era de 660 UA (9.87 × 1010 km; 6.14× 1010 mi). Bessel añadió que la luz tarda 10.3 años en recorrer esta distancia. Reconoció que sus lectores disfrutarían de la imagen mental del tiempo de tránsito aproximado de la luz, pero se abstuvo de utilizar el año luz como unidad. Es posible que le molestara expresar las distancias en años luz porque reduciría la precisión de sus datos de paralaje debido a la multiplicación con el parámetro incierto de la velocidad de la luz.
La velocidad de la luz aún no se conocía con precisión en 1838; su valor cambió en 1849 (Fizeau) y en 1862 (Foucault). Todavía no se consideraba una constante fundamental de la naturaleza, y la propagación de la luz a través del éter o del espacio seguía siendo enigmática.
La unidad del año luz apareció en 1851 en un artículo de divulgación astronómica alemán de Otto Ule. Ule explicó la rareza de un nombre de unidad de distancia que terminaba en «año» comparándolo con una hora de marcha (Wegstunde).
Un libro de astronomía popular alemán contemporáneo también notó que el año luz es un nombre extraño. En 1868 una revista inglesa etiquetó el año luz como una unidad usada por los alemanes. Eddington calificó el año luz como una unidad inconveniente e irrelevante, que a veces se había colado del uso popular en las investigaciones técnicas.
Aunque los astrónomos modernos suelen preferir el uso del pársec, los años luz también se utilizan popularmente para medir las extensiones del espacio interestelar e intergaláctico.

## Equivalencias
En unidades del SI, un año luz equivale a:
- Exactamente 9 460 730 472 580 800 m
- Aproximadamente 9.46 × 1012 km
- Aproximadamente 9.4607 × 1015 m
- Aproximadamente 5.8786 × 1012 millas
- Aproximadamente 5.1084 × 1012 millas náuticas
- Aproximadamente 63 241 ua
- Aproximadamente 0.3066 pc.

## Algunos datos
- Ningún planeta del sistema solar está a una distancia próxima a un año luz partiendo del Sol, el más lejano, Neptuno, se encuentra del mismo a 6.23 × 10-4 años luz.
- La distancia entre el Sol y la nube de Oort exterior es de un año luz aprox.
- Un pársec equivale a 3.26 años luz, es decir, 3.09 × 1013 km.
- La distancia entre el Sol y la estrella más cercana, Próxima Centauri, es de 4.22 años luz, es decir, 3.99 × 1013 km.
- El diámetro de la Vía Láctea es de aproximadamente 1.5 × 105 años luz, es decir, 1.42 × 1018 km, siendo la segunda galaxia más grande del Grupo Local.
- La distancia entre la Vía Láctea y la galaxia enana del Can Mayor, la más cercana, es de 25 000 años luz, es decir, 2.37 × 1017 km.
- La distancia entre la Vía Láctea y la galaxia enana elíptica de Sagitario es de entre 63 000 y 77 000 años luz, es decir, entre 5.96 × 1017 km y 7.28 × 1017 km.
- El diámetro de la galaxia de Andrómeda (M31), la más grande del Grupo Local, es de 240 000 años luz, es decir, 2.27 × 1018 km.
- La distancia entre la Vía Láctea y la Gran Nube de Magallanes es de 163 000 años luz, es decir, 1.54 × 1018 km aproximadamente.
- La distancia entre la Vía Láctea y la galaxia de Andrómeda es de 2.5 millones de años luz, es decir, 2.37 × 1019 km. Se encuentran, además, en trayectoria de colisión.
- La distancia entre la Vía Láctea y GR8, la galaxia más lejana del Grupo Local, es de 5.2 millones de años luz, es decir, 4.92 × 1019 km.
- El diámetro aproximado del Grupo Local es de una esfera de 10 millones de años luz, es decir, 9.46 × 1019 km.
- El diámetro aproximado del supercúmulo de Virgo, supercúmulo de galaxias que contiene al Grupo Local, es de 200 millones de años luz, es decir, 1.89 × 1021.
- El diámetro aproximado del complejo de supercúmulos Piscis-Cetus, complejo formado por supercúmulos de galaxias que incluye el supercúmulo de Virgo, se estima alrededor de 109 años luz. Es decir, unos 9.46× 1021 km.
- El diámetro aproximado de la mayor estructura conocida del universo, la Gran Muralla de Hércules-Corona Boreal, es superior a los 1010 años luz, lo que supone una cifra superior a 9.46 × 1022 km.
- El radio aproximado de la esfera del universo observable desde el planeta Tierra es de 4.65 × 1010 años luz, por lo que el diámetro si nos situamos en el centro de un extremo al otro sería aproximadamente de 9.3 × 1010 años luz, es decir, unos 8.8 × 1023 km.

## Unidades relacionadas
Las distancias entre objetos dentro de un sistema estelar tienden a ser pequeñas fracciones de un año luz, y suelen expresarse en unidades astronómicas. Sin embargo, las unidades de longitud más pequeñas también pueden formarse de forma útil multiplicando las unidades de tiempo por la velocidad de la luz. Por ejemplo, el segundo luz, útil en astronomía, telecomunicaciones y física relativista, es exactamente 299 792 458 metros o 1/31 557 600 de un año-luz. Las unidades como el minuto luz, la hora luz y el día luz se utilizan a veces en las publicaciones de ciencia popular. El mes luz, aproximadamente la doceava parte de un año luz, también se utiliza ocasionalmente para medidas aproximadas. El  Hayden Planetarium especifica el mes luz con mayor precisión como la distancia recorrida por la luz en 30 días de tiempo.
La luz viaja aproximadamente un pie en un nanosegundo; el término «pie de luz» se utiliza a veces como una medida informal de tiempo.